# Arion hispanicus
Arion hispanicus is een slakkensoort uit de familie van de Arionidae. De wetenschappelijke naam van de soort is voor het eerst geldig gepubliceerd in 1886 door Simroth.